# Zbrodnia w Szumowie
Zbrodnia w Szumowie – masowe mordy dokonywane przez Niemców w sierpniu 1941 na ludności żydowskiej z Szumowa, Kosewa, Lubotynia, Andrzejewa, Zarąb Kościelnych oraz Zambrowa.
Zginęło w niej około 1500 Żydów. Zbrodni dokonano w lesie Rząśnik i lesie zwanym Klonowo niedaleko Szumowa. Do pogrzebania zwłok wykorzystano wykopane przez wojska radzieckie doły przygotowane do budowy bunkrów.
W pierwszych dniach sierpnia 1941 Niemcy wysiedlili wszystkich Żydów z Andrzejewa. Chorych, starców i dzieci polecono miejscowym rolnikom przewieźć furmankami, zaś sprawni fizycznie zostali popędzeni w kolumnie do Szumowa. Przed posterunkiem żandarmerii w Szumowie (budynek plebanii) zgromadzono również Żydów z Lubotynia (ok. 60 osób) i Paproci (ok. 100 osób). Zgromadzono ok. 230 osób. Niemcy po ograbieniu z biżuterii, pieniędzy i innych wartościowych rzeczy popędzili Żydów do pobliskiego lasu Rząśnik. Tu, nad wcześniej przygotowanymi dołami, wszyscy Żydzi zostali zamordowani.
Kilka dni później SS-mani przypędzili około 700 młodych Żydów i Żydówek z Zambrowa, po czym rozstrzelali nad znajdującymi się w lesie umocnieniami poradzieckimi. Mieszkańcy Szumowa po egzekucji otrzymali polecenie zasypania zwłok ziemią.
Oddziałowa Komisja Ścigania Zbrodni Przeciwko Narodowi Polskiemu zawiesiła we wrześniu 2012 roku śledztwo w sprawie zbrodni w lesie Rząśnik koło Szumowa.